# Galaxy 9
O Galaxy 9 (G-9) foi um satélite de comunicação geoestacionário construído pela Hughes. Ele esteve localizado na posição orbital de 81 graus de longitude oeste e foi operado inicialmente pela PanAmSat e posteriormente pela Intelsat. O satélite foi baseado na plataforma HS-376 e sua expectativa de vida útil era de 15 anos.

## Lançamento
O satélite foi lançado com sucesso ao espaço no dia em 23 de maio de 1996, às 01:09:59 UTC, por meio de um veículo Delta II a partir da Estação da Força Aérea de Cabo Canaveral, na Flórida, EUA. Ele tinha uma massa de lançamento de 1397 kg.

## Capacidade e cobertura
O Galaxy 9 era equipado com 24 (mais 6 de reserva) transponders em banda C para prestar serviços à América do Sul.